# Maximilian von Waldburg-Zeil

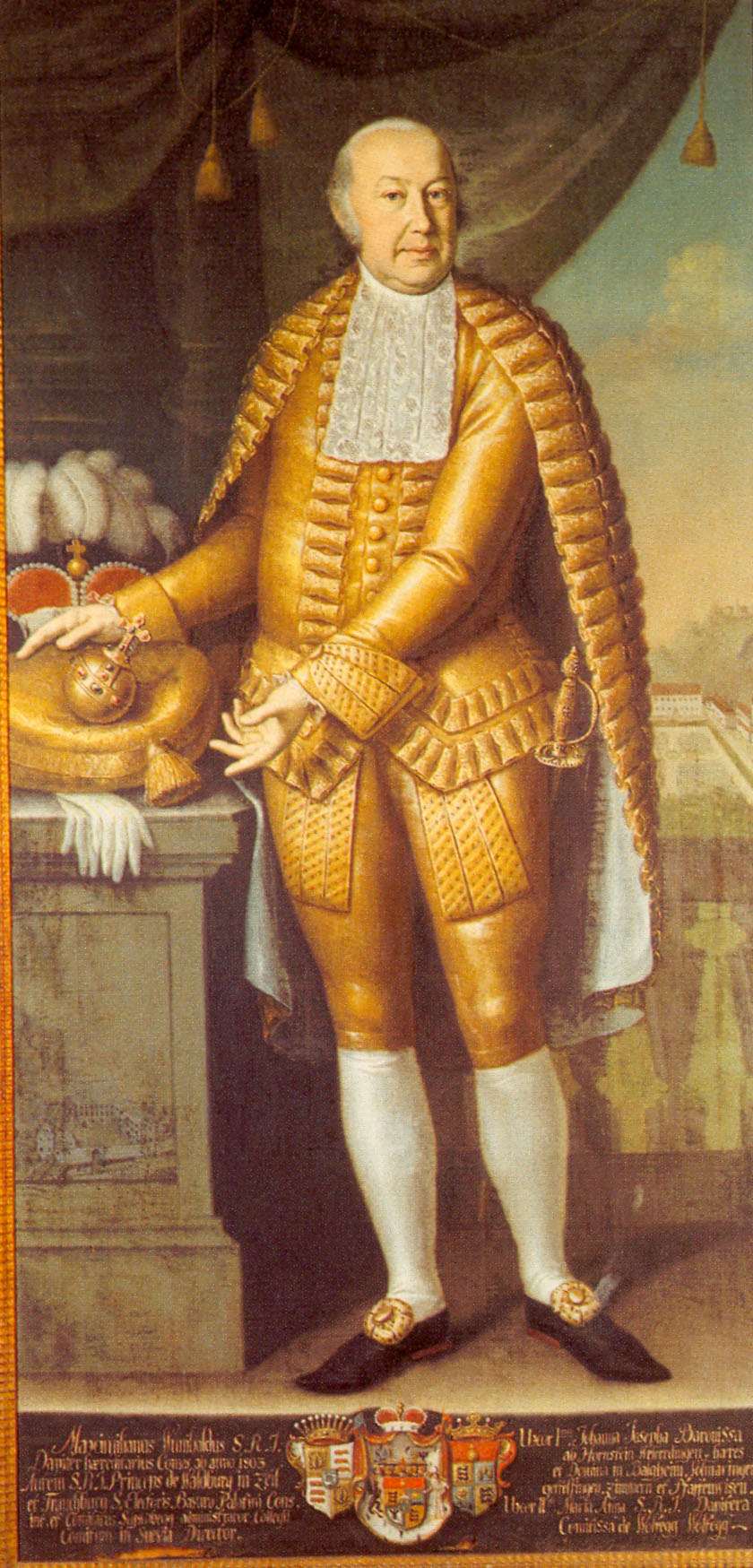
Fürst Maximilian Wunibald von Waldburg zu Zeil und Trauchburg im golddurchwirkten Brokatgewand des Reichserbtruchsesses, das er bei den Krönungen der Kaiser Leopold II. (1790) und Franz II. (1792) in Frankfurt getragen hatte

Fürst Maximilian Wunibald von Waldburg zu Zeil und Trauchburg (* 20. August 1750 in München; † 16. Mai 1818 auf Schloss Zeil) war ein Territorialherr des ausgehenden  Heiligen Römischen Reichs. Er entstammte der Linie Zeil des alten oberschwäbischen Adelsgeschlechts der Truchsesse von Waldburg.

## Leben und Wirken
Maximilian war der Sohn des Reichsgrafen Franz Anton von Waldburg  (* 1714; † 1790) und der Gräfin Maria Anna Sophia (* 1728; † 1782). 1803 wurde Maximilian im Rahmen der Erhebung des Gesamthauses Waldburg in den Reichsfürstenstand zum ersten Fürsten von Waldburg zu Zeil und Trauchburg. Das Gesamthaus Waldburg hatte für das Verfahren der Standeserhöhung 90.000 Gulden bezahlt. Von der Investition erhoffte sich das Haus, einer drohenden Mediatisierung entgehen zu können. Trotzdem erfolgte 1806 die Mediatisierung und Maximilian wurde zum Standesherrn im Königreich Württemberg. In diese Rolle begab er sich nur sehr widerwillig, da er sich zeitlebens dem Heiligen Römischen Reich Deutscher Nation und speziell dem Hause Habsburg verpflichtet fühlte. Das Fürstenhaus gehörte nicht zu den Säkularisationsgewinnlern. Die Aussicht auf den Erwerb der Stadt und Abtei Isny erfüllte sich nicht. Das politische und gesellschaftliche Klima im protestantischen Altwürttemberg mit seiner pietistischen und bürgerlichen Ehrbarkeit empfand der barocke katholische Fürst als abstoßend. Sein Verhältnis zum autokratisch regierenden König Friedrich I. blieb stets distanziert. Er bezeichnete ihn aufgrund seiner Leibesfülle als Stuttgarter dicker Herodes und nannte die neue Landeshauptstadt ein Purgatorium der Standesherren. 1808 wurde Maximilian die Würde eines württembergischen Erb-Reichs-Hofmeisters zuteil, die er im Vergleich zu seinem tradierten Amt als Reichserbtruchsess wenig attraktiv empfand. Auf dem Wiener Kongress konnte Maximilian für sich und die anderen mediatisierten Standesherren keine Rückkehr zu den territorialen Gegebenheiten des Jahres 1805 erreichen. Von 1815 bis 1817 war er Mitglied in den württembergischen Ständeversammlungen und vom 5. März bis zum 4. Juni 1817 deren Präsident. Im Fürstenhaus wurde immer noch über die alte Reichsschuld diskutiert. Graf Maximilian Willibald von Waldburg-Wolfegg hatte im Dreißigjährigen Krieg mit seinem Heer für die katholisch-kaiserlichen Truppen erfolgreich die Städte Lindau und Konstanz gegen die anrückenden protestantischen Schweden verteidigt, was ihn das Schloss in Wolfegg kostete. Dafür hatte ihm der Kaiser 70.000 fl. Belohnung zugesagt, aber nur 9200 fl. wurden ausgezahlt. Seit 1777 war er Ehrenmitglied der Bayerischen Akademie der Wissenschaften.

## Ehe und Nachkommen
Maximilian war zweimal verheiratet. Am 7. November 1774 heiratete er in Zeil seine erste Gemahlin, Maria Freiin von Hornstein zu Weiterdingen    (* 1751;  † 1797). Am 18. Februar 1798 führte Maximilian in Wolfegg seine zweite Frau, Bernhardine Freiin von Waldburg, Gräfin von Wolfegg  (* 1772;  † 1835) zum Traualtar. Maximilian gehörte der römisch-katholischen Kirche an.
Aus Maximilians erster Ehe (mit Maria) gingen sieben Kinder  hervor, von denen aber nur drei erwachsen wurden:
- Franz Thaddäus  (* 1778; † 1845)
- Maria Theresia  (* 1780; † 1832), verheiratet seit 1800 mit Freiherr Johann Franz von und zu Bodman († 1833)
- Maria Josepha Crescentia  (* 1786; † 1850), verheiratet seit 1811 mit Freiherr Nikolaus Leopold von Enzberg († 1855)

Aus Maximilians zweiter Ehe (mit Bernhardine) gingen vier Kinder  hervor, wovon zwei das Erwachsenenalter erreichten:
- Otto Sigismund Aloys (* 1798; † 1821)
- Maximilian Klemens, Graf von Waldburg-Zeil-Hohenems  (* 1799; † 1868)